# Costești
Costești város Romániában, Argeș megyében. A megyeszékhelytől, Pitești városától 22 km-re található, a megye déli részén.

## Történelem
Első írásos említése 1452-ből való.
1930. április 18-án, az ortodox húsvét előtti nagypénteken a település ortodox temploma liturgia közben leégett. A tűzben 118-an (kb. 90 gyerek és 30 felnőtt) vesztették életüket, köztük a pópa és fia is. A temetést Nikita ardesi püspök végezte.